# Danilo Gallinari
Danilo Gallinari (Sant'Angelo Lodigiano, 8 de agosto de 1988) é um jogador italiano profissional de basquete que atualmente joga no Milwaukee Bucks da National Basketball Association (NBA).
Depois de passar seus primeiros quatro anos como profissional na Itália, Gallinari foi selecionado pelo New York Knicks como a 6ª escolha geral no draft da NBA de 2008. Seu apelido é "Il Gallo", que significa galo em italiano.

## Carreira profissional

### Itália (2004–2008)

#### Casalpusterlengo (2004–2005)
Gallinari começou a jogar profissionalmente em 2004 pelo Casalpusterlengo da Série B1 (terceiro divisão da Itália).

#### Edimes Pavia (2005–2006)
Em 2005, Gallinari foi adquirido pelo Olimpia Milão, que o emprestou para o Edimes Pavia, uma equipe que competia na Segunda Divisão Italiana durante a temporada de 2005-06. Apesar de ter jogado apenas metade da temporada devido a uma lesão, ele foi indicado como o melhor jogador do campeonato com médias de 14,3 pontos, 3,4 rebotes, 2,0 roubos de bola e 0,8 assistências.

#### Olimpia Milano (2006–2008)
Em 2006, ele foi chamado pelo Olimpia Milano para jogar na Liga Italiana na temporada de 2006–07 e na ULEB Cup (agora chamada EuroCup). Em sua primeira temporada na principal divisão italiana, Gallinari teve médias de 10,9 pontos, 4,0 rebotes, 1,7 roubos de bola e 1,0 assistências e foi eleito o melhor jogador da liga com menos de 22 anos. Durante a temporada, ele venceu o campeonato de 3 pontos do All-Star Game.
Durante a temporada de 2007-08, ele teve média de 17,5 pontos, 5,6 rebotes, 2,0 roubos de bola e 1,3 assistências em 33 jogos da temporada regular.
Na temporada de 2007-08, ele jogou pela primeira vez na EuroLeague. No torneio, ele teve médias de 14,9 pontos, 4,2 rebotes, 1,7 assistências e 1,5 roubos de bola em 11 jogos. Ele teve um impacto instantâneo nas quadras de basquete de todo o continente e, posteriormente, foi nomeado o vencedor do Prêmio Estrela em Ascensão.

### NBA (2008–Presente)

#### New York Knicks (2008–2011)
Seu contrato com o Olimpia Milano continha uma cláusula que o permitia jogar profissionalmente nos Estados Unidos, eliminando de forma efetiva os grandes estorvos que o teriam impedido de ingressar na NBA. Em 23 de abril de 2008, ele decidiu se declarar elegível para o Draft da NBA de 2008. Gallinari assinou um contrato de patrocínio com a Reebok antes de ser selecionado no draft. Ele tem seu próprio tênis, feito pela Reebok, chamado "The Rooster".

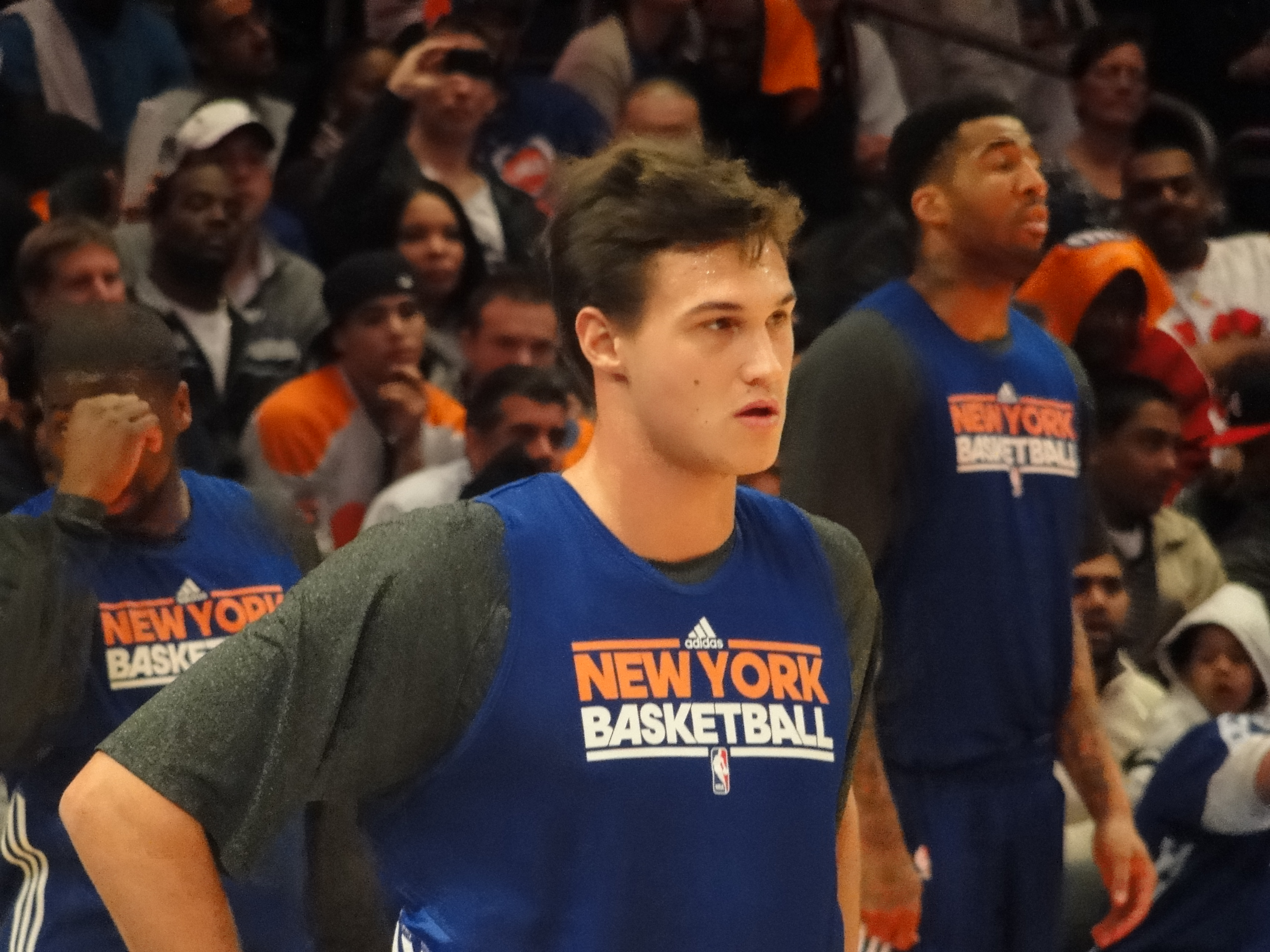
Gallinari treinando com os Knicks

Gallinari foi selecionado pelo New York Knicks como a 6º escolha geral no draft de 2008. Ele então assinou um contrato de dois anos e US$5.9 milhões com a equipe.
Após apenas um jogo na temporada de 2008-09, foi anunciado que Gallinari provavelmente perderia o restante da temporada devido a um problemas nas costas. Apesar disso, ele voltou em 17 de janeiro, durante uma partida que os Knicks perdeu para o Philadelphia 76ers. Em 4 de março, Gallinari marcou 17 pontos contra o Atlanta Hawks.
Em 23 de outubro de 2009, os Knicks renovaram o contrato de Gallinari.
O técnico Mike D'Antoni nomeou Gallinari como titular na temporada de 2009-10. Em 31 de outubro de 2009, o terceiro jogo da temporada, ele marcou 30 pontos na derrota para o Philadelphia 76ers. Em 6 de abril de 2010, ele marcou 31 pontos em uma vitória por 104-101 sobre o Boston Celtics.

#### Denver Nuggets (2011–2017)

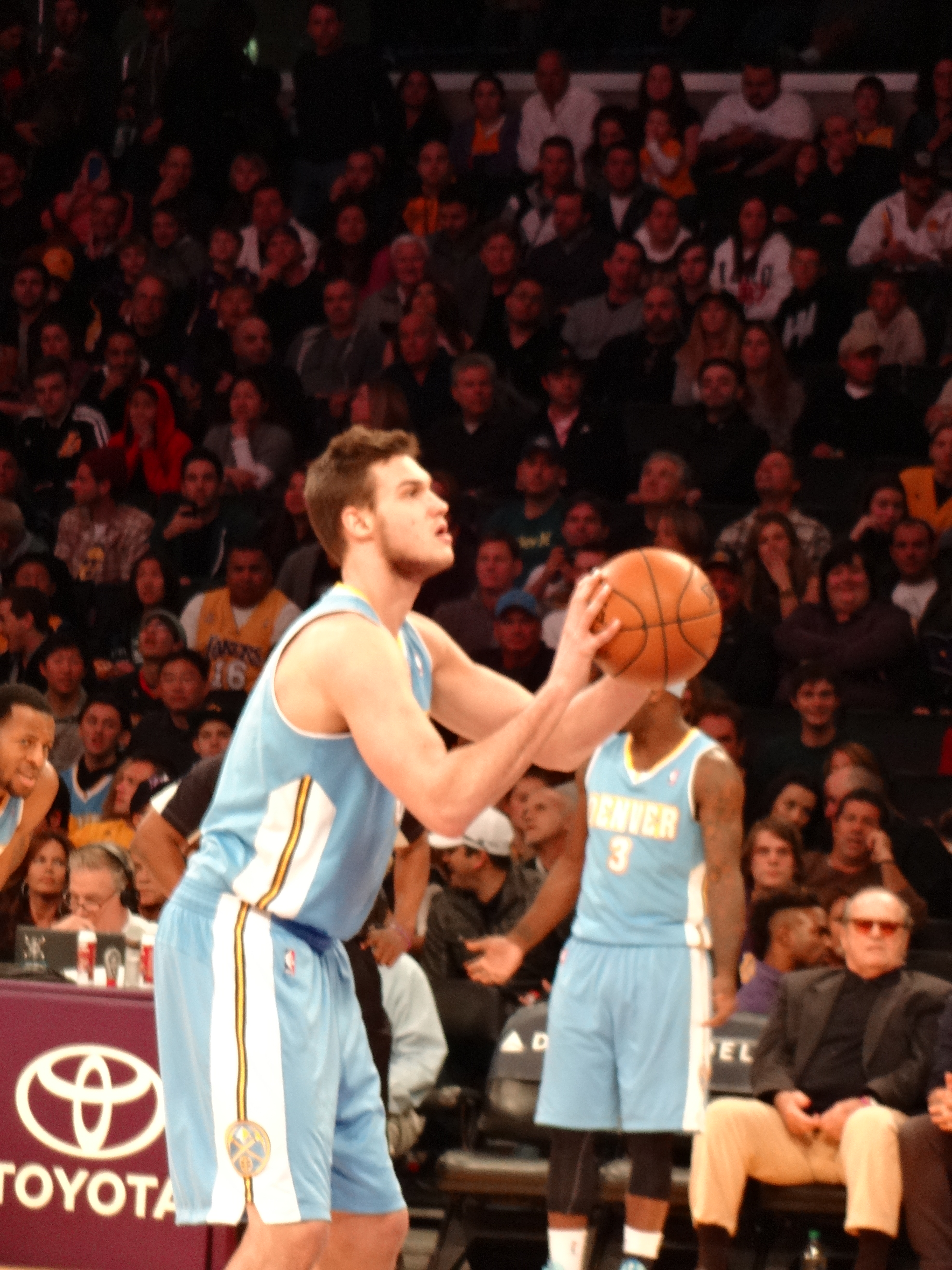
Gallinari fazendo um lance livre pelo Denver Nuggets em 2013

Em 22 de fevereiro de 2011, Gallinari foi negociado com o Denver Nuggets em uma troca de três equipes, que também envolveu o Minnesota Timberwolves, que levou Carmelo Anthony e Chauncey Billups para Nova York. Em apenas seu segundo jogo com os Nuggets, ele marcou 30 pontos na derrota contra o Portland Trail Blazers.
Durante a greve da NBA de 2011, ele voltou à Itália para jogar pelo Olimpia Milano.
Em 25 de janeiro de 2012, Gallinari assinou um contrato de 4 anos e US$42 milhões com os Nuggets.
Em 5 de abril de 2013, foi anunciado que Gallinari perderia o restante da temporada de 2012–13 por causa de uma lesão no ligamento cruzado anterior. A mesma lesão também o forçou a ficar de fora de toda a temporada de 2013-14.
Em 29 de outubro de 2014, Gallinari fez seu retorno para as quadras, marcando 7 pontos em uma vitória sobre o Detroit Pistons. Em 22 de março de 2015, ele marcou 40 pontos na vitória por 119-100 sobre o Orlando Magic. Em 10 de abril de 2015, Gallinari marcou 47 pontos na derrota para o Dallas Mavericks.
Em 31 de julho de 2015, Gallinari assinou uma extensão de contrato de dois anos e US$ 45 milhões com os Nuggets. Em 17 de novembro de 2015, ele marcou 32 pontos na vitória por 115–98 sobre o New Orleans Pelicans. Em 5 de fevereiro de 2016, ele marcou 33 pontos em uma vitória por 115-110 sobre o Chicago Bulls. Gallinari perdeu os últimos 22 jogos da temporada devido a uma lesão no tornozelo.
Em 9 de abril de 2017, Gallinari marcou 22 de seus 34 pontos no terceiro quarto da derrota por 106-105 para o Oklahoma City Thunder.

#### Los Angeles Clippers (2017–2019)
Em 6 de julho de 2017, o Los Angeles Clippers adquiriu Gallinari do Denver Nuggets como parte de uma troca de três equipes que enviou Jamal Crawford e Diamond Stone para o Atlanta Hawks e uma escolha de segunda rodada de Atlanta para Denver.
Em sua estreia pelos Clippers na abertura da temporada em 19 de outubro de 2017, Gallinari marcou 11 pontos na vitória por 108–92 sobre o Los Angeles Lakers. Em 6 de dezembro de 2017, ele voltou à ação contra o Minnesota Timberwolves depois de perder um mês devido a uma lesão no glúteo. No entanto, em 20 de dezembro, ele foi descartado até pelo menos janeiro com uma ruptura parcial do músculo glúteo esquerdo. Em 5 de fevereiro de 2018, ele marcou 28 pontos em uma vitória por 104-101 sobre o Dallas Mavericks. No entanto, em 27 de fevereiro de 2018, ele foi mais uma vez descartado devido a uma fratura em sua mão direita.
Em março de 2019, Gallinari marcou 20 ou mais pontos em nove jogos seguidos, marcando a melhor sequência de sua carreira.

#### Oklahoma City Thunder (2019–2020)
Em 10 de julho de 2019, os Clippers trocaram Gallinari, Shai Gilgeous-Alexander e cinco escolhas de primeira rodada para o Oklahoma City Thunder por Paul George. Em 4 de agosto de 2019, foi relatado que Gallinari foi submetido a uma apendicectomia.

#### Atlanta Hawks (2020–2022)
Em 24 de novembro de 2020, Gallinari foi adquirida pelo Atlanta Hawks em troca de uma escolha de segunda rodada em 2025.
Durante o Jogo 7 das semifinais da Conferência Leste de 2021 contra o Philadelphia 76ers, Gallinari apareceu no minuto final roubando a bola de Joel Embiid e fazendo uma enterrada, estendendo a vantagem de Atlanta para seis. Com a vitória nesse jogo, os Hawks chegaram à sua primeira final da Conferência Leste desde 2015 e apenas a segunda desde que se mudou para Atlanta em 1968.

#### Boston Celtics (2022–2023)
Em 12 de julho de 2022, Gallinari assinou um contrato de dois anos e US$ 13,3 milhões com o Boston Celtics.
Em 2 de setembro, Gallinari sofreu uma ruptura do ligamento cruzado anterior (LCA) do joelho esquerdo e perdeu toda a temporada. Como resultado de sua lesão e de uma troca antes da temporada de 2023–24, Gallinari não conseguiu jogar durante seu tempo com os Celtics.

#### Washington Wizards (2023–2024)
Em 23 de junho de 2023, os Celtics trocaram Gallinari para o Washington Wizards como parte de um acordo entre três equipes que também envolveu o Memphis Grizzlies.

#### Detroit Pistons (2024)
Em 14 de janeiro de 2024, Gallinari foi trocado, junto com Mike Muscala, para o Detroit Pistons em troca de Marvin Bagley III, Isaiah Livers e futuras considerações de draft. Em 9 de fevereiro, ele foi dispensado pelos Pistons.

#### Milwaukee Bucks (2024–Presente)
Em 21 de fevereiro de 2024, Gallinari assinou até o fim da temporada com o Milwaukee Bucks.

## Estatísticas da carreira

### NBA

##### Temporada regular
| Ano      | Equipe        | PJ  | PT  | MPJ  | AP   | 3P   | LL   | RT  | AS  | BR  | TO | PPJ  |
| -------- | ------------- | --- | --- | ---- | ---- | ---- | ---- | --- | --- | --- | -- | ---- |
| 2008–09  | New York      | 28  | 2   | 14.7 | .448 | .444 | .963 | 2.0 | .5  | .5  | .1 | 6.1  |
| 2009–10  | New York      | 81  | 74  | 33.9 | .423 | .381 | .818 | 4.9 | 1.7 | .9  | .7 | 15.1 |
| 2010–11  | New York      | 48  | 48  | 34.8 | .415 | .347 | .893 | 4.8 | 1.7 | .8  | .4 | 15.9 |
| 2010–11  | Denver        | 14  | 12  | 30.9 | .412 | .370 | .772 | 5.4 | 1.6 | .9  | .6 | 14.7 |
| 2011–12  | Denver        | 43  | 40  | 31.4 | .414 | .328 | .871 | 4.7 | 2.7 | 1.0 | .5 | 14.6 |
| 2012–13  | Denver        | 71  | 71  | 32.5 | .418 | .373 | .822 | 5.2 | 2.5 | .9  | .5 | 16.2 |
| 2014–15  | Denver        | 59  | 27  | 24.2 | .401 | .355 | .895 | 3.7 | 1.4 | .8  | .3 | 12.4 |
| 2015–16  | Denver        | 53  | 53  | 34.7 | .410 | .364 | .868 | 5.3 | 2.5 | .8  | .4 | 19.5 |
| 2016–17  | Denver        | 63  | 63  | 33.9 | .447 | .388 | .902 | 5.1 | 2.1 | .6  | .2 | 18.2 |
| 2017–18  | L.A. Clippers | 21  | 21  | 32.0 | .398 | .324 | .931 | 4.8 | 2.0 | .6  | .5 | 15.3 |
| 2018–19  | L.A. Clippers | 68  | 68  | 30.3 | .463 | .433 | .904 | 6.1 | 2.6 | .7  | .3 | 19.8 |
| 2019–20  | Oklahoma City | 62  | 62  | 29.6 | .438 | .405 | .893 | 5.2 | 1.9 | .7  | .1 | 18.7 |
| 2020–21  | Atlanta       | 51  | 4   | 24.0 | .434 | .406 | .925 | 4.1 | 1.5 | .6  | .2 | 13.3 |
| 2021–22  | Atlanta       | 66  | 18  | 25.3 | .434 | .381 | .904 | 4.7 | 1.5 | .4  | .2 | 11.7 |
| 2023–24  | Washington    | 26  | 0   | 14.8 | .435 | .313 | .839 | 2.9 | 1.2 | .2  | .1 | 7.0  |
| 2023–24  | Detroit       | 6   | 0   | 14.9 | .545 | .583 | .875 | 2.3 | 2.0 | .3  | .3 | 8.7  |
| 2023–24  | Milwaukee     | 17  | 0   | 9.1  | .378 | .176 | .889 | 1.1 | .7  | .4  | .1 | 2.8  |
| Carreira | Carreira      | 777 | 563 | 26.5 | .430 | .374 | .880 | 4.2 | 1.7 | .6  | .3 | 13.5 |

##### Playoffs
| Ano      | Equipe        | PJ | PT | MPJ  | AP   | 3P   | LL    | RT  | AS  | BR  | TO | PPJ  |
| -------- | ------------- | -- | -- | ---- | ---- | ---- | ----- | --- | --- | --- | -- | ---- |
| 2011     | Denver        | 5  | 5  | 29.6 | .432 | .467 | .714  | 3.4 | 2.0 | .8  | .0 | 12.0 |
| 2012     | Denver        | 7  | 7  | 31.7 | .362 | .174 | .917  | 5.1 | 2.4 | .7  | .6 | 13.4 |
| 2019     | L.A. Clippers | 6  | 6  | 33.5 | .351 | .302 | .848  | 6.2 | 2.7 | 1.3 | .2 | 19.8 |
| 2020     | Oklahoma City | 7  | 7  | 30.3 | .405 | .324 | .967  | 5.4 | 1.0 | .7  | .1 | 15.0 |
| 2021     | Atlanta       | 18 | 0  | 24.6 | .425 | .405 | .942  | 3.9 | .8  | .3  | .2 | 12.8 |
| 2022     | Atlanta       | 5  | 3  | 22.3 | .400 | .267 | 1.000 | 4.2 | .8  | .2  | .0 | 10.2 |
| 2024     | Milwaukee     | 3  | 0  | 12.4 | .500 | .000 | .750  | 3.0 | .7  | .0  | .0 | 3.7  |
| Carreira | Carreira      | 51 | 28 | 26.3 | .410 | .277 | .876  | 4.4 | 1.4 | .5  | .1 | 12.4 |

### EuroLeague
| Ano      | Equipe         | PJ | PT | MPJ  | AP   | 3P   | LL   | RT  | AS  | BR  | TO  | PPJ  |
| -------- | -------------- | -- | -- | ---- | ---- | ---- | ---- | --- | --- | --- | --- | ---- |
| 2005–06  | Olimpia Milano | 1  | 0  | 2.3  | .000 | .000 | .000 | .0  | .0  | .0  | .0  | .0   |
| 2007–08  | Olimpia Milano | 11 | 11 | 31.7 | .420 | .318 | .781 | 4.2 | 1.7 | 1.5 | .4  | 14.9 |
| 2011–12  | Olimpia Milano | 7  | 2  | 28.3 | .406 | .267 | .753 | 4.4 | 1.1 | .7  | .4  | 16.4 |
| Carreira | Carreira       | 19 | 13 | 20.7 | .275 | .194 | .511 | 2.8 | 0.9 | 0.7 | 0.2 | 10.4 |

## Carreira na seleção
Gallinari foi membro das Seleções Italianas Sub-16 e Sub-18. Ele jogou no EuroBasket Sub-16 de 2004 e ganhou a medalha de bronze no EuroBasket Sub-18 de 2005. Mais tarde, ele foi chamado para a Seleção Italiana principal para jogar no EuroBasket de 2007, mas foi forçado a desistir devido a uma lesão que sofreu antes do torneio. Ele foi convocado para o EuroBasket de 2015, para a Copa do Mundo de 2019 e para a Jogos Olímpicos de 2020.

## Vida pessoal
O pai de Gallinari, Vittorio Gallinari, jogou basquete profissional no Olimpia Milano (junto com Mike D'Antoni), Pallacanestro Pavia, Virtus Bologna e Scaligera Verona na liga italiana.
Segundo várias fontes, antes de Kim Kardashian começar a namorar Kris Humphries, ela estava extremamente interessada em namorar Gallinari, que foi informado de que esse relacionamento seria bom para sua carreira e que ele ganharia muita exposição na mídia. Gallinari recusou, dizendo que ficaria feliz em conhecer Kardashian, mas não estava interessado em namorá-la.
Além do basquete, Gallinari já trabalhou como modelo para Armani.